# Stillborn
Stillborn – polska grupa wykonująca muzykę z pogranicza black i death metalu. Powstała w 1997 roku w Mielcu.

## Historia
Grupa powstała w 1997 roku w Mielcu. W 1999 roku ukazało się pierwsze demo zespołu pt. Mirrormaze. W 2001 roku ukazało się drugie demo Stillborn zatytułowane Die in Torment 666. 8 grudnia tego samego grupa wystąpiła w ramach Night Of Chaos II w warszawskim klubie Proxima. W 2002 roku zespół dał szereg koncertów poprzedzając grupy Witchmaster, Throneum i Anima Damnata. Również w 2002 roku z zespołu odszedł Rafał "Gopher" Rzany, którego zastąpił Łukasz Urbanek. W październiku 2004 roku nakładem wytwórni muzycznej Pagan Records ukazał się debiutancki album formacji zatytułowany Satanas el Grande. Płyta została nagrana w białostockim Hertz Studio. Rok później grupę opuścili Łukasz Urbanek i Andrzej "DGI" Tabor. W 2006 roku do zespołu dołączyli: basista Ataman Tolovy i perkusista Dominik "August" Augustyn.
W 2007 roku zostały wydany drugi album studyjny zespołu pt. Manifiesto de Blasfemia. Nagrania zostały zarejestrowane w bocheńskim studiu Kwart oraz Screw Factory Studio w Dębicy. Okładkę płyty namalował Holger Nitschke. Pod koniec roku muzycy odbyli trasę koncertową Legions Of Death Attack 2007 w Polsce. Formacji Stillborn towarzyszyły zespoły Azarath i Deception. W 2008 roku nakładem Dissonance Records ukazał się trzeci album Stillborn pt. Esta Rebelión Es Eterna. Płyta została nagrana ponownie w Screw Factory Studio w Dębicy we współpracy z producentem muzycznym Januszem Brytem. Rok później zespół opuścił gitarzysta Wojciech "Ikaroz" Janus. W 2011 roku nakładem Ataman Productions, a w dystrybucji Pagan Records ukazał się czwarty album studyjny formacji zatytułowany Los Asesinos del Sur. Nagrania były promowane teledyskiem do utworu "Stillborn II (Singularities of the Ordinary Vulgar Boor)", który wyreżyserował Ataman Tolovy.

## Dyskografia
| Albumy studyjne - Satanas el Grande (2004, Pagan Records) - Manifiesto de Blasfemia (2007, Pagan Records) - Esta Rebelión Es Eterna (2008, Dissonance Records) - Los Asesinos del Sur (2011, Ataman Productions, Pagan Records) - Testimonio de Bautismo (2016, Godz Ov War Productions) | Inne - Mirrormaze (demo, 1999, wydanie własne) - Die in Torment 666 (demo, 2001, wydanie własne) - Announcement of Forthcoming Desecration (demo, 2004, wydanie własne) - Death Monsters (2004, split z Azarath, Time Before Time Records) |